# Nguyễn Kim Tuấn
Nguyễn Kim Tuấn (tên thật là Nguyễn Công Tiến, tên thường gọi là Kim Tuấn) là một thiếu tướng Quân đội nhân dân Việt Nam, nguyên Tư lệnh Quân đoàn 3 (1927–1979).

## Thân thế và sự nghiệp
Ông là tư lệnh Sư đoàn 320 trong thời gian từ tháng 6 năm 1970 đến tháng 3 năm 1975, là tư lệnh Quân đoàn 3 khi tham gia Chiến tranh biên giới Việt Nam - Campuchia.
Kim Tuấn sinh ngày 26 tháng 10 năm 1927 tại xã Tân Ước, huyện Thanh Oai, Hà Sơn Bình (nay là Hà Nội) hy sinh ngày 17 tháng 3 năm 1979 tại phía Bắc Battambang, Campuchia đoàn xe của ông đi với 2 xe bọc thép M113 đi kèm, 1 xe đi đầu và 1 xe khoá đuôi, các xe chở lính và xe com-măng-ca đi ở giữa, đoàn xe của ông đã bị quân Khmer Đỏ phục kích, chui từ dưới cống ven bờ mương và bắn vào đoàn xe. Mặc dù lực lượng phục kích bị đẩy lùi nhưng xe của ông bị trúng một quả B40 khiến ông bị thương nặng vùng cột sống, ông được chuyển về thành phố Hồ Chí Minh bằng trực thăng, ông qua đời vào ngày hôm sau, trước khi mất ông nhận hết trách nhiệm về mình để đồng đội không bị kỉ luật vì sai nguyên tắc di chuyển.

## Vinh danh
Ngày 20 tháng 12 năm 1979, Kim Tuấn được truy tặng danh hiệu Anh hùng lực lượng vũ trang nhân dân Việt Nam và Huân chương Quân công hạng Nhất.

## Gia đình
- Vợ: Lê Thị Tú Khuê, Bác sĩ, Giám đốc Bệnh viện Nhà máy Dệt 8/3 (cũ).[4]
- Con gái: Nguyễn Thị Thanh Hà, Thiếu tướng, Chính ủy Viện Y học Cổ truyền Quân đội.[4]
- Con trai: Nguyễn Công Hiệu, Đại tá, Tùy viên Quân sự Việt Nam tại Ấn Độ , Indonesia.[2]